# Устьнедумский монастырь
Устьнедумский монастырь — упразднённый мужской монастырь в стиле Устюжского барокко на берегу реки Лузы. Находился на территории нынешней Кировской области близ города Луза.

## История
Устьнедумский монастырь был основан преподобным Леонидом Устьнедумским в 1608 году. Об истории его основания повествует следующая житийная легенда. Будучи пятидесяти лет от роду, один пошехонский крестьянин решил поступить в монастырь. Во сне ему было явлено видение, во время которого он получил повеление самому основать монастырь на Туринской горе и перенести туда из Моржевской пустыни икону Божией Матери «Одигитрия». После этого, не поверив видению, он постригся в Кожеезерском монастыре под именем Леонида, оттуда вскоре ушёл в Соловецкий монастырь, а после повторения видения явился в Моржевскую пустынь, где через год рассказал настоятелю Корнилию о своём видении, получил икону Богородицы и был благословлён на основание нового монастыря. Леонид Устьнедумский некоторое время монашествовал на Туринской горе, однако после того, как его прогнали местные жители, переселился в болотные места близ реки Лузы, где выкопал три канала для осушения болот. Последний из трёх каналов был назван Недумой, и монастырь поэтому получил название Устьнедумского. Преп. Леонид Устьнедумский был главой монастыря вплоть до собственной смерти (умер 17 июля 1654 года в возрасте 105 лет).
В монастыре хранилась частица власяницы святого Леонида. После упразднения обители во время секуляризационной реформы 1764 года главный храм, выстроенный незадолго до этого, стал действовать как приходская церковь.